# Glyptothorax pectinopterus
Glyptothorax pectinopterus és una espècie de peix de la família dels sisòrids i de l'ordre dels siluriformes.

## Morfologia
Els mascles poden assolir els 17,8 cm de llargària total.

## Distribució geogràfica
Es troba al Pakistan, l'Índia, el Nepal i Myanmar.